# Albatros D.III
L'Albatros D.III era un caccia biplano monoposto prodotto dall'azienda tedesco imperiale Albatros Flugzeugwerke GmbH, utilizzato principalmente dalla forza aerea dell'Impero tedesco, la Luftstreitkräfte, e dalla forza aerea austro-ungarica, la k.u.k. Luftfahrtruppen, durante la prima guerra mondiale.
Il D.III fu pilotato da molti piloti famosi, tra i quali si ricordano Manfred von Richthofen, Ernst Udet, Erich Löwenhardt, Kurt Wolff, Karl Emil Schäfer e Godwin Brumowski. Fu il caccia predominante durante la fase del conflitto nota come Bloody April (Aprile di sangue).

## Storia del progetto
Gli studi sul prototipo del D.III iniziarono tra la fine di luglio e l'agosto 1916, ma la data del primo volo è sconosciuta, benché si ipotizzi che ciò avvenne tra la fine di agosto e i primi di settembre dello stesso anno. Come i due caccia predecessori di successo, il D.I e il D.II, anche il D.III utilizzava una fusoliera ricoperta in compensato, più leggera e resistente rispetto alle strutture ricoperte in tela precedentemente utilizzate e più malleabile e permetteva di ottenere forme aerodinamiche più "pulite". L'ala superiore fu estesa mentre quella inferiore fu completamente ridisegnata e utilizzava un unico longherone principale, mentre le strutture di sostegno tra le ali furono modificate a forma di "V".
Successivamente al Typenprüfung, designazione dei test ufficiali, del 26 settembre 1916, l'Albatros ricevette un ordine di fornitura per 400 esemplari, il più consistente contratto di fornitura redatto nell'Impero tedesco fino a quel momento. Successivamente l'Idflieg sottoscrisse un ulteriore ordine per altri 50 esemplari nel febbraio e nel marzo 1917.
Nell'autunno del 1916 la Oesterreichische Flugzeugfabrik AG (Oeffag) ottenne la licenza per la costruzione dei D.III a Wiener-Neustadt e le consegne iniziarono a maggio 1917.

## Impiego operativo

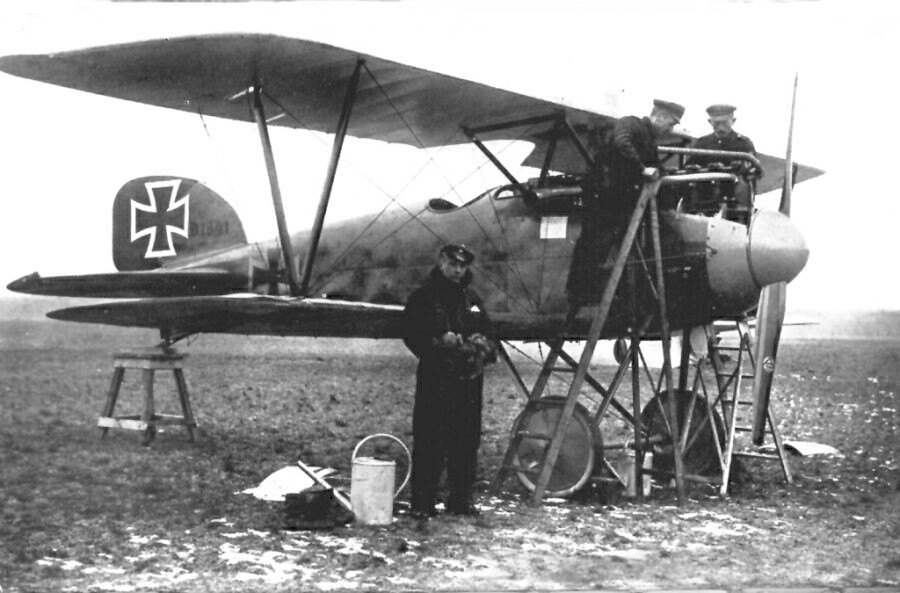
Ernst Udet con il suo D.III.

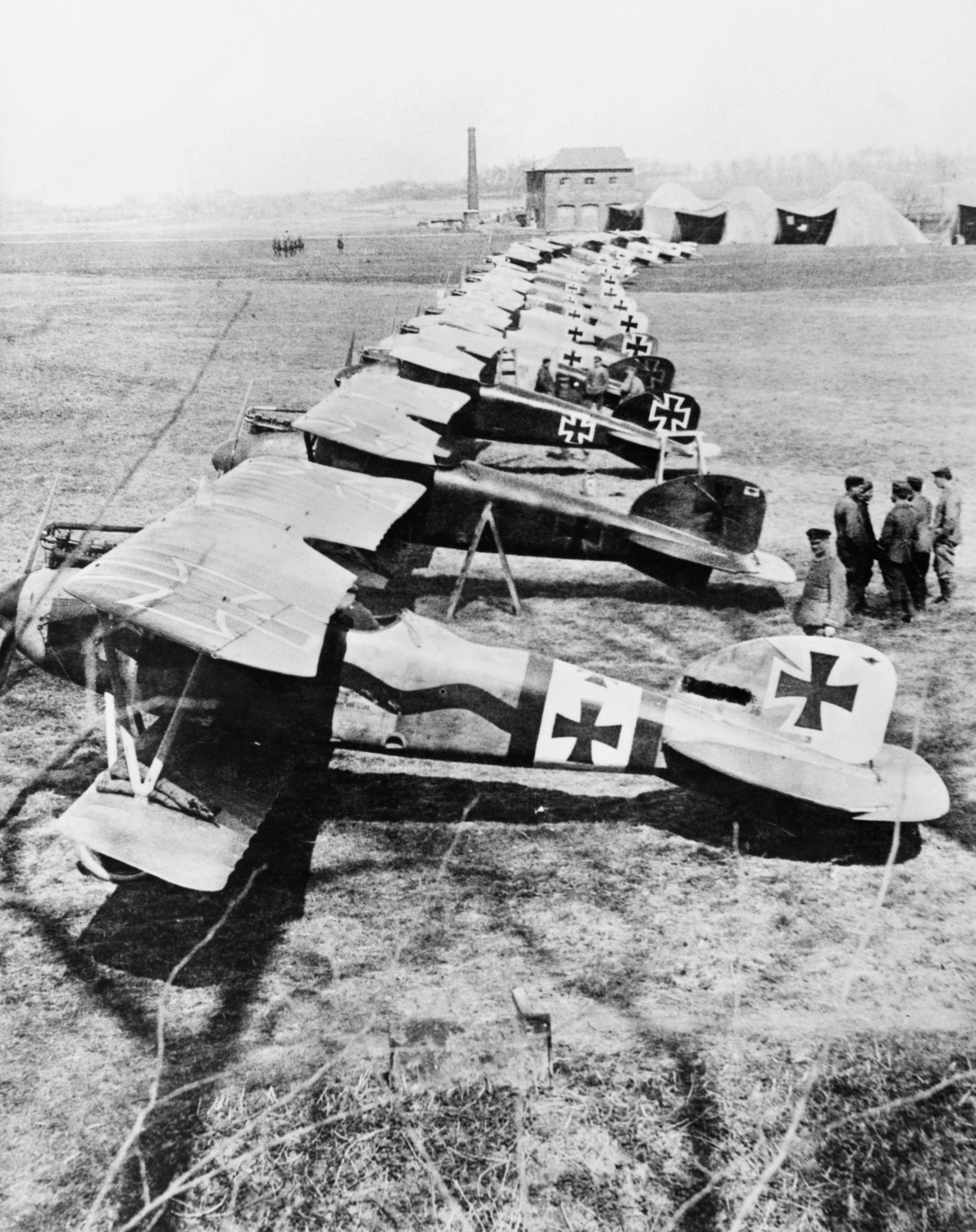
Squadrone Jasta 11 a Douai, Francia.

### Impero tedesco
Il D.III entrò in servizio attivo nel dicembre del 1916 e quasi subito fu soprannominato dagli inglesi "V-strutter". Furono riscontrati due problemi nei primi esemplari consegnati, infatti i primi modelli progettati da Teeves e Braun avevano il radiatore posto nel mezzo dell'ala superiore, il quale, se colpito, sfogava il suo liquido surriscaldato al retrostante pilota, causandogli anche danni e provocando la perdita di controllo del velivolo. Il problema fu risolto a partire dal 290° aereo, quando il radiatore fu spostato a destra.
Un difetto molto più serio fu riscontrato nell'ala inferiore, la quale tendeva a rompersi; infatti il 24 gennaio 1917, Manfred von Richthofen, dopo aver ottenuto la sua prima vittoria sul nuovo velivolo il giorno precedente e la seconda lo stesso 24 gennaio, notò una crepa che si era aperta proprio nel punto incriminato. Riuscì comunque ad atterrare indenne. Come conseguenza di ciò, i vari D.III furono temporaneamente lasciati a terra e furono utilizzati al loro posto i più sicuri D.II. Il 9 marzo lo utilizza ancora e consegue la terza vittoria con l'Alb. D.III.
I D.III rientrarono in servizio ad aprile con le ali modificate, ma questo non bastò ad eliminare il problema, che fu attribuito ad una cattiva costruzione e all'utilizzo di materiali non idonei da parte della fabbrica di Johannisthal. In realtà, la cause delle rotture sono da imputare al fatto che l'ala inferiore fu riadattata al D.III e, mentre nelle prove statiche non dava segni di cedimenti, nella realtà del volo il longherone principale, che era posizionato troppo lontano a poppa, causava delle distorsioni all'ala, la quale finiva per cedere.
I piloti furono quindi invitati a non compiere picchiate troppo ripide o prolungate, le quali mettevano a repentaglio la loro stessa vita.
A parte questo problema, il D.III fu considerato un aereo piacevole e facile da pilotare, anche se con controlli un po' pesanti ed eventuali perdite di controllo in volo venivano recuperate con molta facilità.
Manfred von Richthofen dal 2 aprile al 18 giugno successivo consegue sul velivolo altre 22 vittorie.
L'Albatros costruì circa 500 D.III alla fabbrica di Johannisthal, poi, nella primavera del 1917, la produzione fu spostata ad una sua sussidiaria (Ostdeutsche Albatros Werke  - OAW) per permettere all'azienda madre di impegnarsi nella progettazione e sviluppo del D.V. L'OAW ricevette ordini per 840 aerei tra l'aprile e l'agosto del 1917 e furono prodotti nello stabilimento di Schneidemühl tra giugno e dicembre dello stesso anno; questi mezzi si possono distinguere dai primi D.III dai timoni più grandi e rotondi.
In Italia furono impiegati gli esemplari della Jasta 1 e della Jasta 39 dal settembre 1917 al marzo 1918.
Nel novembre 1917 si raggiunse l'apice di 446 aerei in servizio sul fronte occidentale. Il D.III non fu dismesso quando uscì di produzione ma rimase in uso fino al 31 agosto 1918, con 54 mezzi attivi.

### Impero austro-ungarico

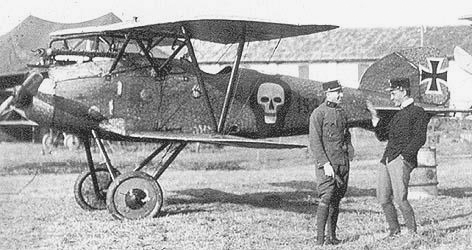
L'asso Godwin Brumowski, a sinistra nella foto, accanto al suo Albatros (Oef) D.III Typ 153 costruito su licenza dalla Oeffag da lui utilizzato con la FliK 41J. Accanto a lui l'altro asso Frank Linke-Crawford. Aeroporto (ora scomparso) di Torresella, vicino a Fossalta di Portogruaro, fronte italiano.

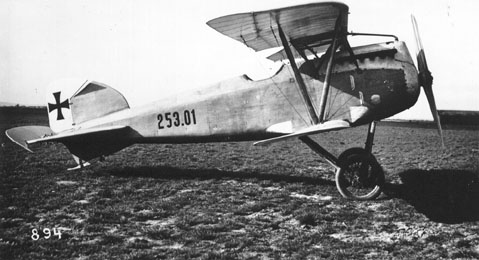
Albatros (Oef) D.III Typ 253.

I mezzi della Oeffag furono prodotti in tre versioni (serie 53, 153, 253) che utilizzavano rispettivamente un motore Austro-Daimler di 185, 200 o 225 PS, versioni migliorate rispetto ai motori Mercedes D.IIIa tedeschi. Gli ingegneri della Oeffag notarono il difetto della rottura dell'ala inferiore ed apportarono delle modifiche al progetto rinforzando l'ala con una costolatura rigida e risolvendo in buona misura i problemi del velivolo. In servizio, i mezzi della Oeffag, si dimostrarono sicuri, robusti ed efficaci.
Da notare che i piloti austriaci erano soliti rimuovere l'ogiva sull'elica, in quanto tendeva a staccarsi. L'Oeffag studiò un nuovo muso che eliminò completamente l'ogiva e conferì al velivolo una velocità maggiore di ben 9 miglia orarie. Tutte le varianti prodotte dall'Oeffag erano armate con due mitragliatrici Schwarzlose. In molti aerei queste erano completamente inglobate nella fusoliera e pertanto irraggiungibili dai piloti. Successivamente la serie 253 fu modificata e le armi furono installate sulla fusoliera. Durante i combattimenti le mitragliatrici Schwarzlose si dimostrarono inferiori rispetto alle LMG 08/15, soffrendo di problemi di sincronizzazione del fuoco con l'elica e di una bassa cadenza di fuoco.
L'Oeffag realizzò circa 526 aerei tra maggio 1917 e l'armistizio. Nel maggio-giugno 1917 erano in linea 3 esemplari (compresi gli Albatros D.II) nella Flik 21, 2 nella Flik 24 e 3 nella Flik 48 (compresi gli Alb. D.II).
Al 15 ottobre 1918 erano in linea 2 esemplari nella Flik 37P di San Lorenzo (Codroipo), 3 nella Flik 46P ed 1 nella Flik 40P.
Karl Nikitsch consegue 3 vittore il 19 ed il 23 luglio 1917 ed il 27 novembre successivo, Otto Jäger 2 vittorie il 20 luglio 1917 ed il 19 agosto successivo, Josef Friedrich 2 vittorie il 18 agosto 1917 ed il 3 novembre successivo, Godwin Brumowski consegue la prima vittoria sul velivolo il 19 agosto 1917, la seconda il 20 agosto e dal 9 ottobre altre 14 vittorie fino al 19 giugno 1918, Ludwig Hautzmayer 4 vittorie dal 28 agosto 1917 al 27 ottobre 1918, Eugen Bönsch 16 vittorie dal 1º settembre 1917 al 29 ottobre 1918, Julius Arigi 13 vittorie dal 15 settembre 1917 al 16 dicembre successivo, Rudolf Szepessy-Sokoll 4 vittorie dal 20 settembre 1917 al 5 novembre successivo, Frank Linke-Crawford 9 vittorie dal 23 settembre 1917 al 13 dicembre successivo, Georg Kenzian 7 vittorie dal 29 settembre 1917 al 24 marzo 1918, Ernst Strohschneider 10 vittorie dal 3 ottobre 1917 al 16 marzo 1918, Franz Gräser 17 vittorie dal 25 ottobre 1917 al 23 marzo 1918, Josef Kiss 12 vittorie dal 15 novembre 1917 al 26 gennaio 1918, Sándor Kasza 5 vittorie dal 15 novembre 1917 al 22 maggio 1918, Franz Lahner 5 vittorie dal 18 novembre 1917 al 21 febbraio 1918, Raoul Stojsavljevic una vittoria il 21 novembre 1917, Károly Kaszala 3 vittorie dal 28 novembre 1917 al 13 dicembre successivo, Stefan Fejes 14 vittorie dal 3 dicembre 1917 al 1º settembre 1918, Benno Fiala von Fernbrugg 20 vittorie dal 30 dicembre 1917 al 20 agosto 1918, Franz Rudorfer 10 vittorie dal 17 aprile 1918 al 27 ottobre successivo, Miroslav Navratil 10 vittorie dal 17 aprile 1918 al 31 agosto successivo, Andreas Dombrowski una vittoria il 4 maggio 1918, Ferdinand Udvardy 3 vittorie dal 20 maggio 1918 al 12 giugno 1919 e Franz Peter 6 vittorie dal 16 luglio 1918 al 7 ottobre successivo.

### Il dopoguerra
Al termine del conflitto, in seguito alle restrizioni imposte dal Trattato di Versailles, l'intera flotta di velivoli militari tedeschi venne requisita ed assegnata alle nazioni vincitrici come parte del risarcimento dei danni subiti. I velivoli vennero quindi acquisiti dalle aeronautiche militari di Cecoslovacchia, Regno di Jugoslavia, Lituania e Polonia.
La polacca Siły Powietrzne acquisì 38 esemplari della serie 253 e diversi altri prodotti dall'OAW, le quali furono utilizzate durante la guerra sovietico-polacca del 1919-1920 come aerei da attacco al suolo. I polacchi rimasero entusiasti dalle prestazioni del modello tanto da inviare un encomio all'Oeffag.

## Utilizzatori
Austria-Ungheria
- k.u.k. Luftfahrtruppen

 Impero Ottomano / Turchia
- Osmanlı tayyare bölükleri
- poi Türk Hava Kuvvetleri

 Cecoslovacchia
- Češkoslovenske Letectvo

operò con alcuni esemplari nel periodo postbellico.
 Germania
- Luftstreitkräfte

 Jugoslavia
- Jugoslovensko kraljevsko ratno vazduhoplovstvo i pomorska avijacija

operò con alcuni esemplari nel periodo postbellico.
 Lituania
- Karinės Oro Pajėgos

operò con alcuni esemplari nel periodo postbellico.
 Polonia
- Siły Powietrzne

operò con oltre 40 esemplari nel periodo postbellico.

## Esemplari attualmente esistenti
Un austriaco appassionato di aviazione, Koloman Mayrhofer, ha costruito un paio di riproduzioni dell'Albatros D.III (Oeffag) serie 253. Entrambe sono dotate dei motori Austro-Daimler. Uno degli aerei è gestito da una organizzazione no-profit. Il secondo aeromobile era destinato alla mostra statica AVIATICUM, vicino a Wiener Neustadt, in Austria.

## Il D.III nella cultura di massa
- In ambito letterario, il D.III compare nel romanzo Enigma di Clive Cussler e in La Spiaggia Infuocata di Wilbur Smith
- In alcune significative scene del film Una lunga domenica di passioni.